# Stazione spaziale

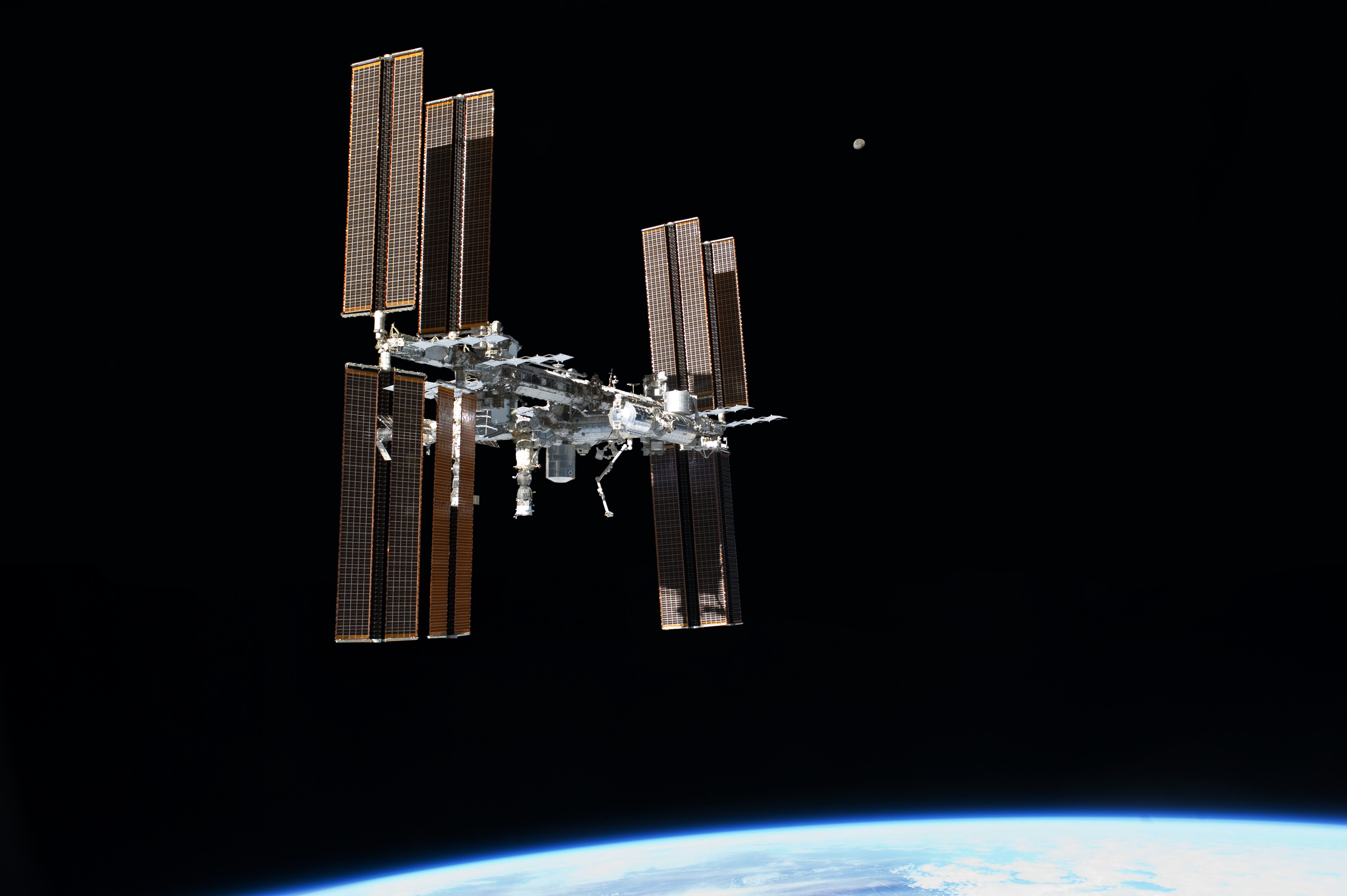
La Stazione spaziale internazionale.

Una stazione spaziale è una costruzione creata dall'uomo destinata a far vivere esseri umani nello spazio. Si distingue dalle altre navicelle per il trasporto umano, per la mancanza di propulsione e l'impossibilità di atterraggio; questi compiti sono lasciati ai veicoli di trasporto da e per la stazione. Caratteristica principale è la capacità di ospitare esseri viventi in orbita per periodi prolungati.

## Descrizione

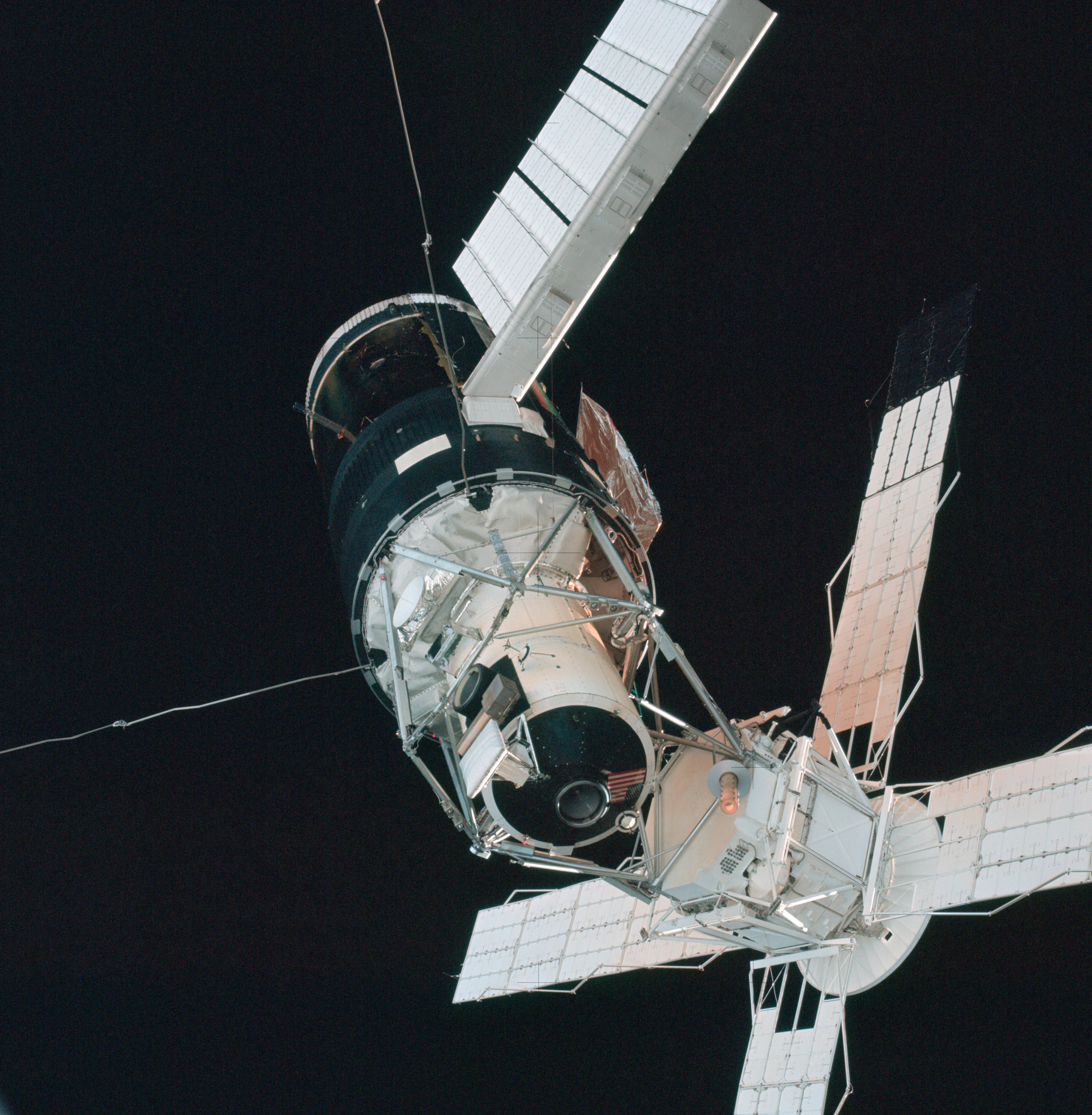
Skylab

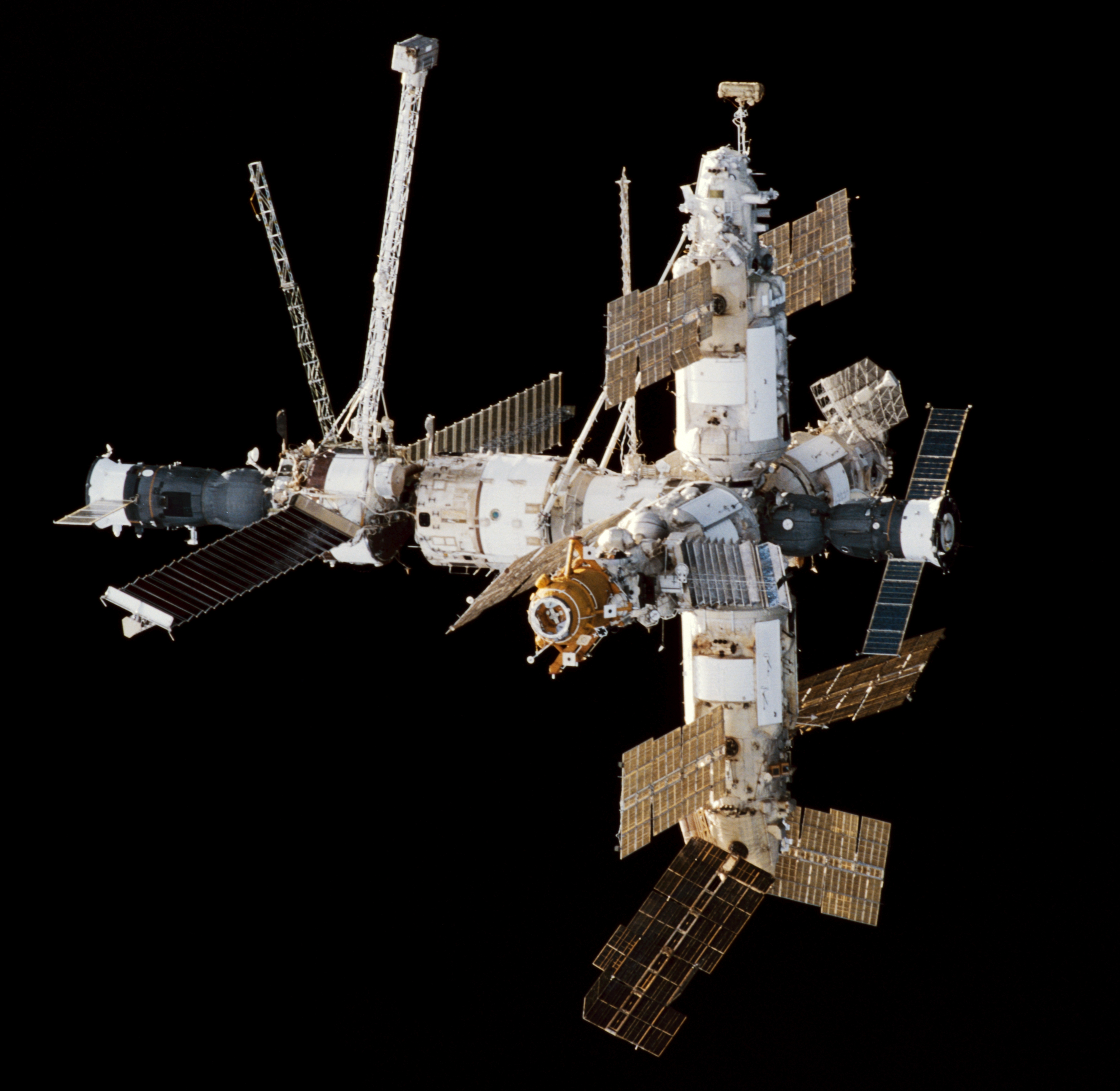
Mir

Le stazioni attualmente costruite risultano sviluppate sempre tramite assemblaggio successivo di componenti portati in orbita con differenti metodi e vettori in varie fasi, distinti in moduli (oppure componenti) dei tre generi base: di supporto vitale per la sopravvivenza dell'equipaggio, di ricerca per varie forme di studi teorici e di lavoro per gli esperimenti su materiali tecnologici.
Le stazioni spaziali sono inoltre usate per studiare gli effetti a lungo termine dei voli spaziali sul corpo umano, come pure per fornire le piattaforme per gli studi scientifici che sarebbero impossibili su altri veicoli spaziali.
Passate e presenti stazioni spaziali:
- Le stazioni Salyut (o Saljut): Saljut 1, Saljut 2, Saljut 3, Saljut 4, Saljut 5, Saljut 6, Saljut 7
- Skylab
- Mir
- Stazione spaziale internazionale (ISS)
- Tiangong 1
- Tiangong 2
- Stazione spaziale Tiangong

Inoltre, la Bigelow Aerospace sta progettando la commercializzazione di moduli gonfiabili destinati ad ospitare esseri umani nello spazio, utilizzabili per la costruzione di stazioni orbitali.
Dal volo della Soyuz 11/Saljut 1, tutte le missioni spaziali equipaggiate hanno fatto sosta su una stazione spaziale. La durata massima di permanenza nello spazio di 437,7 giorni consecutivi, fu fatta registrare a bordo della Mir tra il 1994 e il 1995. Fino al 2003, 3 astronauti hanno completato missioni nello spazio della durata superiore ad un anno, tutti a bordo della Mir.

## Stazioni spaziali e fantascienza

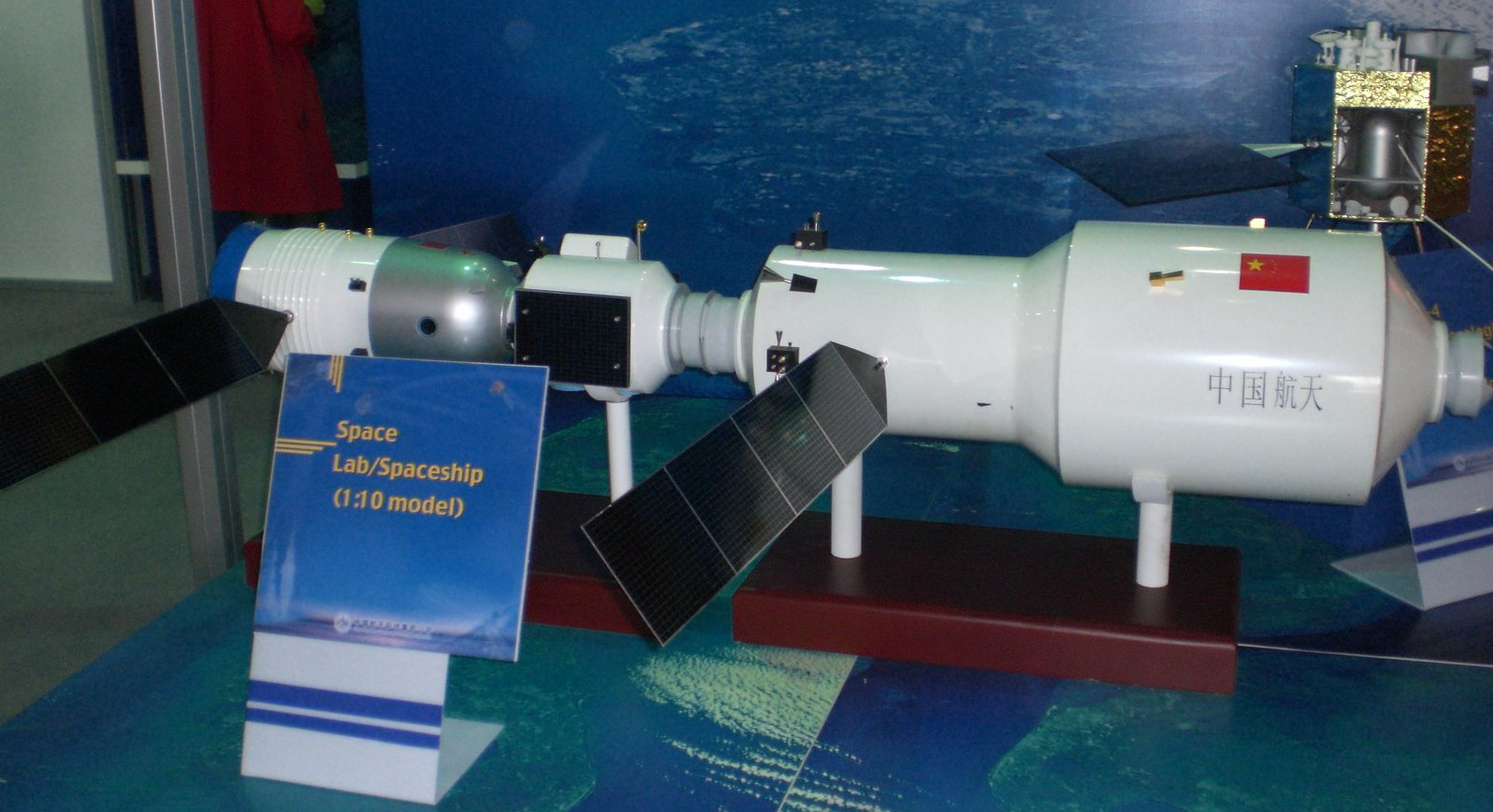
Tiangong 2

In molti studi, le stazioni sono state concepite come vere e proprie "città dello spazio", capaci di ospitare numerose persone per periodi molto lunghi. Finora tutti questi progetti sono soltanto ipotetici e non sono mai stati seriamente considerati per l'esecuzione reale.
Le stazioni spaziali sono un tema estremamente ricorrente nella fantascienza; in alcune ambientazioni di questo tipo una stazione abitativa nel cosmo per un equipaggio sarebbe una struttura fatta in modo tale da poter essere usata da esseri umani anche per una durata di tempo "indefinita".
Tale tipologia di stazione sarebbe classificata a seconda della posizione che assumerebbe:
- orbitale (alcune relativamente piccole, orbitanti intorno al nostro pianeta, sono state costruite nel presente),
- spaziale, immaginabile in un prossimo futuro (in orbita in prossimità di un altro corpo celeste diverso dalla Terra, come la Luna, un altro pianeta del sistema solare o un asteroide)
- interstellare, ipotizzabile tra stelle vicine o in orbita attorno ad un esopianeta).

## Lista delle stazioni spaziali che hanno avuto un equipaggio
| Stazione Spaziale | Lanciata          | Rientrata       | Giorni in orbita | Giorni con equipaggio | Totale visitatori | Navicelle arrivate con equipaggio | Navicelle arrivate senza equipaggio | Massa in kg |
| ----------------- | ----------------- | --------------- | ---------------- | --------------------- | ----------------- | --------------------------------- | ----------------------------------- | ----------- |
| Saljut 1          | 19 aprile 1971    | 11 ottobre 1971 | 175              | 24                    | 3                 | 2                                 | 0                                   | 18 425      |
| Skylab            | 14 maggio 1973    | 11 giugno 1979  | 2249             | 171                   | 9                 | 3                                 | 0                                   | 77 088      |
| Saljut 3          | 25 giugno 1974    | 24 gennaio 1975 | 213              | 15                    | 2                 | 1                                 | 0                                   | 18 500      |
| Saljut 4          | 26 dicembre 1974  | 3 febbraio 1977 | 770              | 92                    | 4                 | 2                                 | 1                                   | 18 500      |
| Saljut 5          | 22 giugno 1976    | 8 agosto 1977   | 412              | 67                    | 4                 | 2                                 | 0                                   | 19 000      |
| Saljut 6          | 29 settembre 1977 | 29 luglio 1982  | 1764             | 683                   | 33                | 16                                | 14                                  | 19 000      |
| Saljut 7          | 19 aprile 1982    | 7 febbraio 1991 | 3216             | 816                   | 26                | 12                                | 15                                  | 19 000      |
| Mir               | 20 febbraio 1986  | 23 marzo 2001   | 5511             | 4594                  | 137               | 39                                | 68                                  | 124 340     |
| ISS               | 20 novembre 1998  | Attiva          | 9710             | 8997                  | 209               | 72                                | 67                                  | 471 736     |
| Tiangong 1        | 29 settembre 2011 | 2 aprile 2018   | 5014             | 25                    | 6                 | 2                                 | 1                                   | 8 506       |
| Tiangong 2        | 15 settembre 2016 | 19 luglio 2019  | 3201             | 32                    | 2                 | 1                                 | 1                                   | 8 600       |
| Tiangong          | 29 aprile 2021    | Attiva          | 1514             | 1416                  | 9                 | 3                                 | 3                                   | 66 000      |